# Sabinianus (Heermeister)
Sabinianus war ein Heermeister (magister militum) der Spätantike. Er diente im Jahr 359 im Osten des Römischen Reiches unter Constantius II.

## Leben
Sabinianus, der vorher nicht in den Vordergrund getreten war oder jedenfalls nicht in den Quellen erwähnt wird, wurde 359 als Nachfolger des einflussreichen Heermeisters Ursicinus zum magister equitum per Orientem ernannt, zum Befehlshaber der Truppen im östlichen Reichsteil. Der gebildete und vermögende Sabinianus, ein frommer Christ, war zu diesem Zeitpunkt bereits alt und wurde – laut dem Historiker Ammianus Marcellinus, der Hauptquelle für diese Zeit – infolge einer Hofintrige gegen seinen Vorgänger Ursicinus zum Heermeister berufen, die vor allem von den Hofeunuchen lanciert wurde, allen voran von dem einflussreichen Kämmerer Eusebius. Von Ammian wird Sabinianus als „unkriegerisch und feige“ und deshalb eigentlich nicht für das wichtige Heermeisteramt geeignet abgeurteilt. Dies könnte jedoch auch mit Ammians Wertschätzung für Ursicinus zusammenhängen, mit dem der Historiker persönlich bekannt und befreundet war. Sein Bild des Sabinianus, der bei jeder sich bietenden Gelegenheit negativ beschrieben wird, ist also vermutlich tendenziös, und auch die Schilderung der nun folgenden Ereignisse ist persönlich geprägt.
Laut Ammian trat Sabinianus sein Amt mit einigem Hochmut an, gerade weil es für ihn so unerwartet gekommen war. Als schließlich der bereits seit längerem drohende Angriff der persischen Sassaniden erfolgte, habe Sabinianus das Misstrauen, das ihm entgegengebracht wurde, gerechtfertigt. Während die Perser die römische Festung Amida belagerten, habe Sabinianus bei den Märtyrer-Gräbern in Edessa gebetet. Ursicinus, der mittlerweile unter seinem Befehl stand, habe ihn immer wieder zum Entsatz Amidas ermahnt, doch Sabinianus sei tatenlos geblieben, bis es den Sassaniden schließlich gelang, die Stadt einzunehmen und zu zerstören. Als der Fall später untersucht wurde, gaben die Richter Arbitio und Florentius jedoch nicht Sabinianus die Schuld am Verlust der Festung, sondern Ursicinus, der daraufhin aus dem Heer ausscheiden musste. Sabinianus verschwindet danach aus den Quellen.
Ob er indes tatsächlich so unfähig und seine Ernennung nur Ergebnis einer Hofintrige gegen Ursicinus war, ist fraglich. Dagegen wurde vorgebracht, dass ein bedächtiger Kaiser wie Constantius II. nicht ohne Grund einen neuen Heermeister ernennen würde. Laut dem Althistoriker Pedro Barceló verfolgte Constantius mit der Ernennung des Sabinianus eine defensive Strategie, die er vielleicht Ursicinus allein nicht zutraute. Tatsächlich lasse sich feststellen, dass Sabinianus eine Taktik des defensiven Abwartens befolgte. Der Ausgang der Untersuchung später am Hof weise darauf hin, dass Ursicinus vielleicht tatsächlich strategische Fehler begangen habe, die zum Verlust Amidas geführt haben könnten. Eine Passage bei Ammianus legt zudem den Verdacht nahe, dass der römische Überläufer Antoninus, der wichtige Informationen an die Perser weitergab, in einem Vertrauensverhältnis zu Ursicinus stand. Die Unterordnung des Ursicinus unter Sabinianus könnte daher eher eine Vorsichtsmaßnahme des Kaisers gewesen sein.